# Janus Billeskov Jansen
Pour les articles homonymes, voir Jansen.
Janus Billeskov Jansen, né le 25 novembre 1951 à Frederiksberg (Danemark), est un monteur danois actif au cinéma depuis 1970.

## Biographie
Fils de Frederik Julius Billeskov Jansen, un professeur de littérature danoise et française, Janus Billeskov Jansen a collaboré avec des réalisateurs comme Nils Malmros, Bille August et Søren Kragh-Jacobsen.

## Filmographie

### Comme monteur
- 1970 : Ang.: Lone
- 1972 : Takt og tone i himmelsengen
- 1974 : Mafiaen - det er osse mig!
- 1976 : Måske ku' vi
- 1977 : Drenge
- 1978 : Honning måne
- 1978 : Vil du se min smukke navle?
- 1978 : Kammesjukjul (TV)
- 1979 : Skal vi danse først?
- 1980 : Tomas - et barn du ikke kan nå
- 1981 : Har du set Alice?
- 1981 : Kundskabens træ
- 1983 : Zappa
- 1983 : Isfugle
- 1984 : Min farmors hus
- 1984 : Tro, håb og kærlighed
- 1986 : Oviri
- 1987 : Notater fra Kina
- 1987 : Pelle le Conquérant (Pelle Erobreren)
- 1988 : Ved vejen
- 1989 : Un monde de différence (En verden til forskel)
- 1989 : Lykken er en underlig fisk
- 1990 : 1700 meter fra fremtiden
- 1991 : Den goda viljan (série TV)
- 1992 : Den goda viljan
- 1993 : Les Aventures du jeune Indiana Jones (The Young Indiana Jones Chronicles) (série TV)
- 1993 : The House of the Spirits
- 1995 : Pakten
- 1996 : Jerusalem
- 1997 : Smilla's Sense of Snow
- 1998 : Les Misérables
- 1998 : Johannes' hjerte
- 1999 : The Adventures of Young Indiana Jones: Tales of Innocence (vidéo)
- 2000 : The Exhibited (De udstillede)
- 2000 : The Video Diary of Ricardo Lopez
- 2000 : Slottet i Italien
- 2001 : En sång för Martin
- 2001 : Family
- 2002 : Ulvepigen Tinke
- 2002 : Humørkort-stativ-sælgerens søn
- 2003 : Les Garçons du trottoir (Gan)
- 2003 : De lutrede
- 2004 : Hjemkomst
- 2004 : Pusher 2 : Du sang sur les mains (Pusher II)
- 2005 : Bang Bang Orangutang
- 2006 : Awaiting
- 2006 : En forening i modvind
- 2007 : Daisy Diamond
- 2008 : Himlens hjärta
- 2008 : Det som ingen ved
- 2008 : Burma VJ: Reporter i et lukket land
- 2009 : Kärlekens krigare
- 2010 : A Family (En familie)
- 2010 : Millénium (Millennium) (série TV)
- 2011 : The Collaborator and His Family
- 2011 : Putins kys
- 2012 : La Chasse (Jagten)
- 2012 : The Act of Killing
- 2012 : Traveling with Mr. T.
- 2013 : I Am Yours (Jeg er din)
- 2014 : The Quiet Roar
- 2014 : Cathedrals of Culture
- 2014 : En du elsker
- 2014 : Silent Heart (Stille hjerte)
- 2014 : P.O.V. (série TV)
- 2014 : Et civiliseret land (da)
- 2014 : Life Is Sacred
- 2015 : Massakren i Dvor (da)
- 2015 : Idealisten
- 2016 : La Communauté (Kollektivet)
- 2016 : The Day Will Come (Der kommer en dag)
- 2016 : Heartstone (Hjartasteinn)
- 2017 : Strong Island
- 2017 : Hva vil folk si
- 2020 : Drunk (Druk) de Thomas Vinterberg

## Récompenses et distinctions
Janus Billeskov Jansen a été récompensé d'un Bodil d'honneur en 2005 pour son travail de longue date.